# Сили логістики Збройних Сил України (монета)
Сили логістики Збройних Сил України — обігова, пам'ятна монета присвячена силам логістики Збройних Сил України.
Монета введена в обіг 11 жовтня 2024 року.

## Опис та характеристики монети
| Номінал грн | Метал                                       | Маса, грам | Діаметр, мм. | Якість виготовлення | Гурт     | Тираж, штук |
| ----------- | ------------------------------------------- | ---------- | ------------ | ------------------- | -------- | ----------- |
| 10          | сплав на основі цинку з нікелевим покриттям | 6,4        | 23,5         | циркулейтед         | рифлений | 10000000    |

### Аверс
Аверс монети — ідентичний з аверсом обігової монети номіналом 10 гривень зразка 2018 року, на ньому в центрі в обрамленні давньоруського орнаменту розміщені номінал монети, рік карбування та герб України.

### Реверс
На реверсі розташовані написи «СТАЛЕВА МІЦЬ, НЕПОХИТНА ВОЛЯ!», «СИЛИ ЛОГІСТИКИ ЗБРОЙНИХ СИЛ УКРАЇНИ» та емблема Сил логістики Збройних Сил України.